# 72 (numero)
Settantadue (cf. latino septuaginta duo, greco δύο καὶ ἑβδομήκοντα) è il numero naturale dopo il 71 e prima del 73.

## Proprietà matematiche
- È un numero pari.
- È un numero composto, con i seguenti divisori: 1, 2, 3, 4, 6, 8, 9, 12, 18, 24, 36, 72. Poiché la somma dei divisori (escluso il numero stesso) è 123 > 72, è un numero abbondante.
- È un numero semiperfetto in quanto pari alla somma di alcuni (o tutti) i suoi divisori.
- È un numero n con più soluzioni all'equazione φ(x) = n che qualsiasi numero più basso. Ciò lo rende un numero altamente totiente.
- È un numero idoneo.
- È un numero di Ulam.
- È la somma di quattro numeri primi consecutivi: 72 = 13 + 17 + 19 + 23.
- È la somma di sei numeri primi consecutivi: 72 = 5 + 7 + 11 + 13 + 17 + 19.
- Nello spazio normale, gli angoli esterni di un pentagono equilatero misurano 72 gradi ciascuno.
- È un numero di Harshad nel sistema numerico decimale.
- È un numero potente.
- È la somma di due quadrati, 72 = 62 + 62.
- Può essere la differenza tra 2 quadrati in 3 modi: 92 - 32, 112 - 72 e 192 - 172. Ciò significa che può essere rappresentato come uno gnomone in 3 modi diversi.
- È il prodotto di un quadrato e un cubo, 72 = 32 * 23.
- È un numero rifattorizzabile, essendo divisibile per il numero dei suoi divisori.
- È parte delle terne pitagoriche (21, 72, 75), (30, 72, 78), (54, 72, 90), (65, 72, 97), (72, 96, 120), (72, 135, 153), (72, 154, 170), (72, 210, 222), (72, 320, 328), (72, 429, 435), (72, 646, 650), (72, 1295, 1297).
- È un numero palindromo nel sistema di numerazione posizionale a base 5 (242) e un numero a cifra ripetuta nel sistema posizionale a base 11 (66).
- È un numero pratico.
- È un numero malvagio.
- È un numero oblungo, ovvero della forma n(n+1).

## Astronomia
- 72P/Denning-Fujikawa è una cometa periodica del sistema solare.
- 72 Feronia è un asteroide della fascia principale del sistema solare.
- NGC 72 è una galassia spirale della costellazione di Andromeda.
- Nell'antichità, 72 era il numero degli anni di un grado precessionale degli equinozi.

## Astronautica
- Cosmos 72 è un satellite artificiale russo.

## Chimica
- È il numero atomico dell'Afnio (Hf).

## Religione
- È il numero dei discepoli scelti da Gesù secondo alcuni manoscritti di Luca 10,1[1] e Luca 10,17[2]. Altri manoscritti degli stessi versetti parlano di 70 discepoli.
- È il numero totale di libri nella Sacra Bibbia nella versione cattolica se si considera il libro delle Lamentazioni come parte del libro di Geremia.
- È il numero totale degli articoli del codice dei templari

## Cabala
- 72 è la somma delle lettere della parola ebraica chesed, bontà, חסד, la quarta sephirot.
- I cabalisti medievali attribuivano al nome di Yahweh 72 lettere. Ritenevano anche che 72 fossero i nomi della divinità.[3]

## Convenzioni
- Nel codice morse è un'abbreviazione comunemente usata con significato di peace and friendship (pace e amicizia).